# Discothyrea stumperi
Discothyrea stumperi é uma espécie de formiga do gênero Discothyrea, pertencente à subfamília Proceratiinae.